# Habjanovci
Habjanovci falu Horvátországban, Eszék-Baranya megyében. Közigazgatásilag Bizovachoz tartozik.

## Fekvése
Eszéktől légvonalban 19, közúton 24 km-re nyugatra, községközpontjától 5 km-re délre, a Szlavóniai-síkságon, az Eszéket Nekcsével összekötő főúttól délre fekszik.

## Története
A középkori források alapján erre a vidékre helyezik az egykori Verőfény mezővárosát, melynek első írásos említése 1312-ben történt „Verofyn” alakban, mezővárosként pedig 1454-ben „Opidum Werefen” néven említik. A Kórógyiak, majd a vingárti Gerébek birtoka volt. 1507-ben még mezővárosnak nevezik. Az 1550 körül készített török defter „Prisunce” néven már csak 2 családot írt itt össze, a második defter készítésének idejére, 1579 tájára végleg pusztává vált. Csánki Dezső a mai Habjanovci környékére helyezi. Régészeti leletek hiányában pontos helyét eddig még nem sikerült meghatározni.
Habjanovci valószínűleg a török uralom idején keletkezett, szpáhibirtok volt. Ura a kanizsai bég volt akinek az itteni jobbágyai pénzbeli és terménytizeddel adóztak. A falu a felszabadító harcok során elnéptelenedett, majd újratelepült. Az 1698-as kamarai összeírás „Hagjamovczy” néven hajdútelepülésként említi. 1702-ben „pagus Habianofzy” formában írják, 12 háza volt. A török kiűzése után a valpói uradalom részeként kamarai birtok volt, majd 1721. december 31-én III. Károly az uradalommal együtt Hilleprand von Prandau Péter bárónak adományozta. A Prandau család 1885-ig volt a birtokosa. 1721-ben 12 ház állt a településen.
Az első katonai felmérés térképén „Ablianovcze” néven található. Lipszky János 1808-ban Budán kiadott repertóriumában „Habjanovcze” néven szerepel. Nagy Lajos 1829-ben kiadott művében „Habianovcze” néven 145 házzal, 876 katolikus vallású lakossal találjuk. A falu első iskoláját 1881-ben alapították.
1857-ben 912, 1910-ben 1340 lakosa volt. Verőce vármegye Eszéki járásához tartozott. Az 1910-es népszámlálás adatai szerint lakosságának 94%-a horvát, 3%-a magyar, 2%-a német, 1%-a szerb anyanyelvű volt. A település az első világháború után az új szerb-horvát-szlovén állam, majd később (1929-ben) Jugoszlávia része lett. 1991-ben lakosságának 99%-a horvát nemzetiségű volt. A településnek 2011-ben 460 lakosa volt.

## Lakossága
| Lakosság változása | Lakosság változása | Lakosság változása | Lakosság változása | Lakosság változása | Lakosság változása | Lakosság változása | Lakosság változása | Lakosság változása | Lakosság változása | Lakosság változása | Lakosság változása | Lakosság változása | Lakosság változása | Lakosság változása | Lakosság változása |
| ------------------ | ------------------ | ------------------ | ------------------ | ------------------ | ------------------ | ------------------ | ------------------ | ------------------ | ------------------ | ------------------ | ------------------ | ------------------ | ------------------ | ------------------ | ------------------ |
| 1857               | 1869               | 1880               | 1890               | 1900               | 1910               | 1921               | 1931               | 1948               | 1953               | 1961               | 1971               | 1981               | 1991               | 2001               | 2011               |
| 912                | 964                | 1.109              | 1.177              | 1.280              | 1.340              | 1.259              | 1.330              | 1.208              | 1.189              | 1.089              | 786                | 648                | 590                | 544                | 460                |

## Gazdaság
Habjanovcin működik az eszéki „Nivete” kefegyár üzeme és a PPK Valpovo mezőgazdasági kombinát baromfitelepe. A lakosság főként mezőgazdasággal foglalkozik és a közeli városokban dolgozik.

## Nevezetességei
Szent Bertalan apostol tiszteletére szentelt római katolikus temploma 1837-ben épült, a brogyanci plébánia filiája. A falu ókatolikus templomát a második világháborúban lerombolták.
Védett épület a Kolodvorska utca 10. szám alatti népi építésű, nyeregtetős lakóház, mely téglák és tömés kombinálásával épült. Az udvari homlokzaton a tipológiailag régebbi vidéki építészet jellegzetessége, íves süllyesztett tornác található. Fennmaradt az eredeti háromszobás elrendezés, a földes padló és az eredeti ácsmunkák. A házban számos használati tárgy és mezőgazdasági eszköz található a 20. század első feléből. Az udvaron kenyérkemence, a kút, az istálló és a pajta maradt meg.

## Kultúra
KUD Ravnica Habjanovci kulturális és művészeti egyesület.

## Oktatás
A településen a bizovaci Bratoljub Klaić általános iskola területi iskolája működik.

## Sport
Az NK Jadran Habjanovci labdarúgócsapata a megyei 3. ligában szerepel. A klubot 1932-ben alapították.

## Egyesületek
- DVD Habjanovci önkéntes tűzoltó egyesület.
- LD Lug Habjanovci vadásztársaság.